# One Night at Budokan
Albums de Michael Schenker Group
MSG
(1981) Assault Attack
(1982)
One Night at Budokan est le premier album en public du Michael Schenker Group. Il est sorti sous forme de double-album en février 1982 sur le label Chrysalis Records et a été produit par le groupe, David Wooley, David Kirkwood.

## Historique
Cet album fut enregistré le 12 août 1981 au Nippon Budokan de Tokyo au Japon. À l'époque de son enregistrement, le deuxième album du groupe, MSG, n'était pas encore sorti, le public japonais découvrait donc les nouveaux titres en primeur.
Lors de la sortie de cet album, Cozy Powell, Paul Raymond et Gary Barden ne faisait déjà plus partie du groupe. Sa réédition en 2009 sera augmentée de deux titres, un solo de batterie long de plus de onze minutes de Cozy Powell et la chanson Tales of Mystery  issue du premier album.
Cet album se classa à la 5e place des charts britanniques et sera certifié disque d'argent (60 000 exemplaires vendus)  au Royaume-Uni.

## Liste des titres

### Disque 1
Face 1
| No | Titre                    | Auteur                        | Durée |
| -- | ------------------------ | ----------------------------- | ----- |
| 1. | Armed and Ready          | Gary Barden, Michael Schenker | 6:13  |
| 2. | Cry for the Nations      | Barden, Schenker              | 5:09  |
| 3. | Attack of the Mad Axeman | Barden, Schenker              | 4:50  |

Face 2
| No | Titre              | Auteur           | Durée |
| -- | ------------------ | ---------------- | ----- |
| 1. | But I Want More    | Barden, Schenker | 7:30  |
| 2. | Victim of Illusion | Barden, Schenker | 4:57  |
| 3. | Into the Arena     | Schenker         | 4:45  |

### disque 2
Face 1
| No | Titre                  | Auteur                                             | Durée |
| -- | ---------------------- | -------------------------------------------------- | ----- |
| 1. | On and On              | Barden, Schenker                                   | 5:28  |
| 2. | Never Trust a Stranger | Paul Raymond                                       | 5:18  |
| 3. | Let Sleeping Dogs Lie  | Barden, Schenker, Raymond, Chris Glen, Cozy Powell | 7:14  |

Face 2
| No | Titre                 | Auteur              | Durée |
| -- | --------------------- | ------------------- | ----- |
| 1. | Courvoisier Concert   | Barden, Schenker    | 3:40  |
| 2. | lost Horizons         | Barden, Schenker    | 7:15  |
| 3. | Doctor, Doctor        | Phil Mogg, Schenker | 5:50  |
| 4. | Are You Ready to Rock | Barden, Schenker    | 6:32  |

### Réédition 2009
- Tous les titres sont signés par Michael Schenker et Gary Barden sauf indications

Disc 1
1. Intro: Ride of the Valkyries from act 3 of Die Walküre (Richard Wagner) - 1:31
2. Armed and Ready - 4:52
3. Cry for the Nations - 5:30
4. Attack of the Mad Axeman - 5:04
5. But I Want More - 7:22
6. Victim of Illusion" - 6:14
7. Into the Arena" (Schenker) - 4:54

Disc 2
1. On and On - 5:35
2. Never Trust a Stranger (Paul Raymond) - 5:36
3. Let Sleeping Dogs Lie (Schenker, Barden, Glen, Raymond, Powell) - 7:17
4. Tales of Mystery - 3:50 (*)
5. Cozy Powell Drum Solo (Powell) - 11:23  (*)
6. Courvoisier Concerto (Schenker, Barden) - 3:35
7. Lost Horizons - 7:30
8. Doctor Doctor (Schenker, [ Mogg) - 6:18
9. Are You Ready to Rock - 6:39

(*) Ces titres ne figuraient pas sur l'édition original.

## Musiciens
- Michael Schenker: guitare lead
- Gary Barden: chant
- Paul Raymond: claviers, guitare rythmique, chœurs
- Chris Glen: basse
- Cozy Powell: batterie

## Charts & certification
Charts album
| Pays        | Durée du classement | Meilleur classement | Date         |
| ----------- | ------------------- | ------------------- | ------------ |
| Pays-Bas    | 5 semaines          | 30e                 | 27 mars 1982 |
| Royaume-Uni | 11 semaines         | 5e                  | 13 mars 1982 |
| Suède       | 1 semaine           | 44e                 | 6 avril 1982 |

Certification
| Pays        | Certification | Ventes   | Date        |
| ----------- | ------------- | -------- | ----------- |
| Royaume-Uni | Argent        | 60 000 + | 10 mai 1982 |